# Радвановці
Радвановці (словац. Radvanovce) — село в Словаччині, Врановському окрузі Пряшівського краю. Розташоване в східній частині Словаччини на південно—західній окраїні Західних Бескидів в долині потока Грабинки.
Уперше згадується у 1349 році.
На берегу Варачка на північ від села на висоті 502 метрів над рівнем моря у XV столітті стояв малий дерев'яний замок з розмірами 46×34 м.
У селі є римо-католицький костел (1968).

## Населення
| Рік:            | 1993 | 2003    | 2013     | 2023    |
| --------------- | ---- | ------- | -------- | ------- |
| Кількість осіб: | 179  | 193     | 214      | 215     |
| Різниця:        |      | +7,82 % | +10,88 % | +0,46 % |

| Рік:            | 2022 | 2023    |
| --------------- | ---- | ------- |
| Кількість осіб: | 218  | 215     |
| Різниця:        |      | -1,37 % |

У селі проживає 212 осіб.
Національний склад населення (за даними перепису 2001 року):
- словаки — 90,81 %.

Склад населення за приналежністю до релігії станом на 2001 рік:
- римо-католики — 52,43 %,
- протестанти — 41,08 %,
- греко-католики — 1,08 %,
- не вважають себе вірянами або не належать до жодної вищезгаданої конфесії — 5,40 %.